# Ernst Kniepkamp
Heinrich Ernst Kniepkamp (5 de març de 1895 a Elberfeld - 30 de juliol de 1977 a Heilbronn) va ser un enginyer i oficial de l'exèrcit alemany al Ministeri de Guerra del Reich (Heereswaffenamt, HWA, Oficina d'Armes de l'Exèrcit), que va tenir un paper decisiu en el desenvolupament dels tancs alemanys durant dècades.

## Biografia
Després de la Primera Guerra Mundial, Kniepkamp va obtenir un títol d'enginyer a la Universitat Tècnica de Karlsruhe. Després va treballar en el disseny de la caixa de canvis a MAN des de 1923 fins a 1926. El 1926 es va traslladar a l'HWA al departament Wa Prüf 6 que s'ocupava de l'especificació, desenvolupament i prova de disseny dels tancs i els seus motors. Més tard hi esdevingué el desenvolupador en cap i tingué una influència decisiva en el desenvolupament dels tancs. El seu treball es va centrar en el xassís, el tren de transmissió i la motorització
Al final de la guerra va ser fet presoner de guerra, però va ser alliberat al cap de poc temps. Va ser exonerat en el procediment judicial davant la "Sprechkammer 24 Heilbronn am Neckar". El 1946 va obrir una oficina d'enginyeria a Heilbronn, que es va especialitzar en el desenvolupament de transmissions per a cotxes de passatgers, vehicles d'eruga, màquines autopropulsades i tractors. A la dècada de 1960 es va convertir en consultor per al desenvolupament del Leopard 1.
El 1973 es va jubilar i va morir a Heilbronn el 1977.